# Communistische Partij van de Sovjet-Unie
Communistische Partij van de Sovjet-Unie (CPSU) (Russisch: Коммунисти́ческая па́ртия Сове́тского Сою́за (КПСС), Kommoenistitsjeskaja partija Sovetskogo Sojoeza, (KPSS)) was van 1922 tot 1991 de alleenheersende communistische partij in de Sovjet-Unie.
De CPSU bestond uit autonome partijafdelingen, die de naam droegen van de betreffende regio's, autonome socialistische sovjetrepublieken (ASSR) en socialistische sovjetrepublieken (SSR). In 1925 werd de partij onder leiding van Stalin hernoemd tot de All-Unie Communistische Partij. In augustus 1991 verloor de CPSU haar monopoliepositie en werd de partij verboden.

## Ontstaan
De afzonderlijke sovjetrepublieken die opgingen in de Sovjet-Unie hadden hun eigen communistische partijen. Na de vorming van de Sovjet-Unie in 1922 besloot men dat er een centrale partij moest komen met afzonderlijke afdelingen voor de republieken, geleid door Lenin. Op die manier ontstond de CPSU.

## Namen
De partij kwam voort uit de Russische Sociaaldemocratische Arbeiderspartij, die na de revolutie van 1905 opkwam in tsaristisch Rusland. In communistisch Rusland na de revolutie van 1907 werd de partij een aantal keren hernoemd:
- Russische Communistische Partij (1918-1925)
- Al-Unie Communistische Partij (1925-1952)
- Communistische Partij van de Sovjet-Unie (1952-1991)

Tot 1952 droegen alle communistische partijen, ook die van de afzonderlijke sovjetrepublieken het achtervoegsel "bolsjewieken", bijvoorbeeld Russische Communistische Partij (bolsjewieken).

## Opbouw
De opbouw van de CPSU was als volgt:
- De partijleden kozen een Partijcongres.
- Het partijcongres koos de leden van het Centraal Comité (bestuur).
- Omdat het Centraal Comité slechts enkele malen per jaar bijeen kwam, koos men een Politbureau (Politiek Bureau) als dagelijks bestuur (tussen 1952 en 1964 presidium geheten) en het Secretariaat.

### Partijcongres
Het vijfjaarlijkse Partijcongres is in theorie het hoogste orgaan van de CPSU. De afgevaardigden die naar een partijcongres werden gestuurd werden op getrapte wijze gekozen. Tijdens een partijcongres kozen de leden het Centraal Comité.
In juli 1990 vond het laatste partijcongres plaats.

### Centraal Comité
Om de partij te besturen tussen de partijcongressen in koos men tijdens het partijcongres het Centraal Comité. Het Centraal Comité dat in 1986 tijdens het 27ste Partijcongres werd gekozen bestond uit 307 leden met stemrecht en 107 leden 'zonder stemrecht (de zgn. kandidaat-leden). Omdat het Centraal Comité in principe maar twee keer per jaar bijeenkwam - soms vaker, bijvoorbeeld om een nieuwe secretaris-generaal te kiezen - werd het Politbureau (Politiek Bureau) gekozen. Secretarissen van het Centraal Comité waren meestal lid van het Politbureau.

### Politbureau
Het Politbureau, afkorting van Politiek Bureau, werd gekozen door het Centraal Comité om de partij tussen de sessies van dit orgaan te besturen. In theorie moest het Politbureau verantwoording afleggen aan het Centraal Comité, ook was het Politbureau ondergeschikt aan het Centraal Comité. In praktijk maakte het Politbureau de dienst uit in zowel de partij als in de Sovjet-Unie. Het Politbureau bestond uit zowel stemhebbende en niet stemhebbende (kandidaat-)leden.
In de tijd van Michail Gorbatsjov (1985-1991) vergaderde het Politbureau iedere week op donderdag. De inhoud van de vergaderingen bleef grotendeels geheim, maar vanaf de jaren 1980 verschenen er korte verslagen van zittingen van het Politbureau in de pers. Hoewel in de partijstatuten niet was vastgelegd wie de vergaderingen van het Politbureau leidde, was het duidelijk dat deze vergaderingen werden voorgezeten door de secretaris-generaal.
Het Politbureau bestond meestal uit 15 à 25 leden.

### Secretariaat
Het Secretariaat werd net als het Politbureau door het Centraal Comité gekozen en ging over de centrale administratie van de partij. Het Secretariaat ging over de lidmaatschappen en kon leden royeren.
Om lid te worden van de CPSU moest men zich goed laten onderrichten in de leer van het marxisme-leninisme. Daarna volgde een proefperiode (kandidaat-lidmaatschap), was men waardig bevonden dan werd men als lid opgenomen in de partij. Lokale partijsecretarissen moesten het Secretariaat op de hoogte houden van economische vorderingen in hun gebied. Leden die lid waren van zowel het Politbureau als het Secretariaat behoorden tot de machtigste partijleden. Hoofd van het Secretariaat was de secretaris-generaal, de leider van de CPSU.

### Secretaris-generaal
De Secretaris-generaal van de Communistische Partij van de Sovjet-Unie was het hoofd van het Secretariaat en tevens lid van het Politbureau. Omdat hij de zittingen van Politbureau voorzat was hij partijleider en, omdat het Politbureau het beleid van het land bepaalde, tevens de facto leider van de Sovjet-Unie. In de praktijk was de secretaris-generaal van CPSU dus de belangrijkste man van Sovjet-Unie.

### Orgburo
Het Orgburo, afkorting van Organisatorisch Bureau, bestond van 1919 tot 1952 en gold als sub-comité van het Politbureau. Het Orgburo werd gekozen door het Centraal Comité en ging over de partijorganisatie. Veel Orgburoleden waren tevens lid van het Politbureau en de bevoegdheden van Orgburo en Politbureau overlapten elkaar. Een secretaris van het Centraal Comité van de CPSU hield supervisie over het Orgburo. In 1952, tijdens het 19e partijcongres, werd het Orgburo opgeheven en de bevoegdheden ervan werden overgedragen aan het vergrote Secretariaat.

### Andere partijorganen
De Centrale Controle Commissie onderzocht schendingen van partijdiscipline en verwerkte royementen. De Centrale Controle Commissie keek het werk na van partijleden op verantwoordelijke economische posten.

De Centrale Auditorscommissie controleerde de boekhouding van de CPSU. Deze commissie werd gekozen door het partijcongres. Lidmaatschap van de Centrale Auditorscommissie stond gelijk aan kandidaat-lidmaatschap van het Centraal Comité. De Centrale Auditorscommissie kende ook een presidium (Bureau) voor de dagelijkse gang van zaken.

## Partijorganisatie op lager niveau
De laagste vorm van partijorganisatie was de partijcel (партийная ячейка) of primaire partijorganisatie (первичная партийная организация). Er bestond al een partijcel als er meer dan twee partijleden vergaderden, in theorie bestond zij uit meerdere leden die een straat of installatie (plant) vertegenwoordigden. Het bestuur van een partijcel bestond uit een partijbureau (партийное бюро, партбюро) geleid door een bureausecretaris (секретарь партбюро). De partijorganisatie van een collectieve boerderij (Kolchoz), staatsboerderij (sovchoz) en fabrieksniveau werden partijcomités of partkoms (партком) genoemd onder leiding van een partkom-secretaris (секретарь парткома).
Op het niveau van een rajon werden partijcomités raikom (райком) genoemd, op oblast-niveau obkom (обком), vroeger, tot 1929, gubkom (губком) genoemd (naar de bestuurlijke eenheid goebernija) en gorkom (горком) op stedelijk niveau.
Op hoger niveau kent men provinciale en regionale partijcomités voor de provincies en regio's en partijbesturen van autonome (ASSR) en volwaardige (SSR) deelrepublieken, die weer bestaan uit een Centraal Comité en Politbureau.

## Partijen in de unierepublieken
De hieronder genoemde partijen waren de bij de CPSU (of voorloper Russische Communistische Partij) aangesloten communistische partijen in de deelrepublieken van de Sovjet-Unie. Tot 1952 droegen alle communistische partijen het achtervoegsel "bolsjewieken", bijvoorbeeld Communistische Partij (bolsjewieken) van Oekraïne, Communistische Partij (bolsjewieken) van Oezbekistan, et cetera.
| Wapen | Sovjetrepubliek                       | Communistische partij | Jaar van oprichting | Jaar van ontbinding | Opvolger |
|       | Russische SFSR                        | Communistische Partij van de RSFSR Коммунистическая партия РСФСР                                                                                           | 1990                | 1991                | Communistische Partij van de Russische Federatie (1993-heden)                                                                                                 |
|       | Wit-Russische SSR                     | Communistische Partij van Wit-Rusland Коммунистическая партия Белоруссии                                                                                   | 1917                | 1991                | Communistische Partij van Wit-Rusland (1996-heden) Wit-Russische Linkse Partij "Een Rechtvaardige Wereld" (1991-heden)                                        |
|       | Oekraïense SSR                        | Communistische Partij van Oekraïne Комуністична Партія України                                                                                             | 1918                | 1991                | Communistische Partij van Oekraïne (1993-2015) |
|       | Moldavische SSR                       | Communistische Partij van Moldavië Partidul Comunist al Moldovei                                                                                           | 1940                | 1991                | Partij van Communisten van de Republiek Moldavië (1992-heden)                                                                                                 |
|       | Armeense SSR                          | Communistische Partij van Armenië Հայաստանի կոմունիստական կուսակցություն                                                                                   | 1920                | 1991                | Democratische Partij van Armenië (1991-heden) Armeense Communistische Partij (1991-heden)                                                                     |
|       | Azerbeidzjaanse SSR                   | Azerbeidzjaanse Communistische Partij Azərbaycan Kommunist Partiyası                                                                                       | 1920                | 1991                | Azerbeidzjaanse Communistische Partij (1993-heden) |
|       | Georgische SSR                        | Georgische Communistische Partij საქართველოს კომუნისტური პარტია                                                                                            | 1921                | 1991                | Verenigde Communistische Partij van Georgië (1992-heden) |
|       | Estische SSR                          | Estische Communistische Partij Eestimaa Kommunistlik Partei                                                                                                | 1920                | 1990                | Estische Linkse Partij (1990-2008) |
|       | Letse SSR                             | Letse Communistische Partij Latvijas Komunistiskā partija                                                                                                  | 1940                | 1991                | Socialistische Partij van Letland (1994-heden) |
|       | Litouwse SSR                          | Litouwse Communistische Partij Lietuvos komunistų partija                                                                                                  | 1918                | 1991                | Litouwse Democratische Arbeiderspartij (1989-2001) Socialistisch Volksfront (2009-heden)                                                                      |
|       | Kazachse SSR                          | Communistische Partij van Kazachstan Қазақстан Коммунистік партиясы                                                                                        | 1936                | 1991                | Socialistische Partij van Kazachstan (1991-2003) Communistische Partij van Kazachstan (1991-2015)                                                             |
|       | Kirgizische SSR                       | Communistische Partij van Kirgizië Кыргызстан Коммунисттик партиясы                                                                                        | 1924                | 1991                | Partij van Communisten van Kirgizië (1992-heden) |
|       | Tadzjiekse SSR                        | Communistische Partij van Tadzjikistan Ҳизби коммунистии Тоҷикистон                                                                                        | 1924                | heden               | Socialistische Partij van Tadzjikistan (1991-1992) Volksfront van Tadzjikistan (1992-1997) Democratische Volkspartij van Tadzjikistan (de facto) (1994-heden) |
|       | Turkmeense SSR                        | Communistische Partij van Turkmenistan Türkmenistanyň Kommunistik Partiýasy                                                                                | 1924                | 1991                | Democratische Partij van Turkemistan (de facto) (1991-heden) Communistische Partij van Turkmenistan (1998-2002)                                               |
|       | Oezbeekse SSR                         | Communistische Partij van Oezbekistan Oʻzbekiston Kommunistik Partiyasi                                                                                    | 1925                | 1991                | Democratische Volkspartij van Oezbekistan (de facto) (1991-heden) Communistische Partij van Oezbekistan (1994-heden)                                          |
|       | Karelo-Finse SSR (1940-1956)          | Communistische Partij van de Karelo-Finse Socialistische Sovjetrepubliek Karjalais-suomalaisen sosialistisen neuvostotasavallan kommunistinen puolue       | 1940                | 1956                | CPSU in de Karelo-Finse ASSR (1956-1991) |
|       | Boechaarse SSR (1918-1924)            | Communistische Partij (bolsjewieken) van Boechara حزب کمونیست بخارا                                                                                        | 1918                | 1924                | Communistische Partij van Turkmenistan (1924-1991) Communistische Partij van Oezbekistan (1925-1991)                                                          |
|       | Chorasmische SSR (1920-1924)          | Communistische Partij (bolsjewieken) van Chorasmië حزب کمونیست خوارزم                                                                                      | 1920                | 1924                | Communistische Partij van Turkmenistan (1924-1991) Communistische Partij van Oezbekistan (1925-1991)                                                          |
|       | Litouws-Wit-Russische SSR (1919-1920) | Communistische Partij (bolsjewieken) van Litouwen en Wit-Rusland КП (большевиков) Литвы и Беларуси Lietuvos ir Baltarusijos komunistų partija (bolševikai) | 1919                | 1920                | Communistische Partij van Wit-Rusland (1918-1991) Litouwse Communistische Partij (1918-1991)                                                                  |
|       | Turkestaanse SFSR (1918-1924)         | Communistische Partij van Turkestan Коммунистическая партия Туркестана                                                                                     | 1918                | 1924                | Communistische Partij van Turkmenistan (1924-1991) Communistische Partij van Oezbekistan (1925-1991) Communistische Partij van Tadzjikistan (1924-heden)      |
|       |                                       | |                     |                     | |

## Leiders
- Vladimir Lenin – 1917 - 1924 (voorzitter Centraal Comité)
- Driemanschap: Stalin, Kamenev en Zinovjev – 1924 - 1928[11]
- Jozef Stalin – 1924 - 1953 (secretaris Centraal Comité sinds 1922)
- Nikita Chroesjtsjov – 1953 - 1964 (eerste secretaris)
- Leonid Brezjnev – 1964 - 1982 (eerste secretaris tot 1966, daarna secretaris-generaal)
- Joeri Andropov – 1982 - 1984
- Konstantin Tsjernenko – 1984 - 1985
- Michail Gorbatsjov – 1985 - 1991
- Volodymyr Ivasjko - 1991

## Opvolgers
De Unie van Communistische Partijen - Communistische Partij van de Sovjet-Unie ziet zichzelf als de opvolger van de CPSU.

## Voetnoten
1. ↑  Volgens Geschiedenis en instellingen van Rusland en de Sovjetunie, blz. 166, door N. Neckers (red.)
2. ↑  412 leden in 1990 volgens Moskou — Leningrad, blz. 55, door H. Swildens en R. Varga
3. ↑  Volgens Geschiedenis en instellingen van Rusland en de Sovjetunie, blz. 167, door N. Neckers (red.)
4. ↑  De RSFSR kende behalve de laatste anderhalf jaar van haar bestaan geen eigen communistische partij
5. ↑  Tot 2009 Wit-Russische Partij van Communisten
6. 1 2  Verboden
7. 1 2 3  Niet-communistisch
8. ↑  Tijdelijke naamswijziging van de XKT, in 1992 werd de oude naam weer aangenomen
9. ↑  Gedeeltelijk communistisch
10. ↑  Illegaal
11. ↑  Orlando Figes. Revolutionair Rusland1891-1991. Een geschiedenis., pp. 169-180.

Partijcongres · Centraal Comité · Secretariaat · Politbureau · Secretaris-generaal